# Jairo Jaramillo Monsalve

Wappen von Jairo Jaramillo Monsalve

Jairo Jaramillo Monsalve (* 2. Dezember 1940 in Rionegro) ist ein kolumbianischer Geistlicher und emeritierter römisch-katholischer Erzbischof von Barranquilla.

## Leben
Jairo Jaramillo Monsalve empfing am 26. Juli 1966 die Priesterweihe.
Papst Johannes Paul II. ernannte ihn am 16. Juli 1988 zum Bischof von Riohacha. Der Bischof von Sonsón-Rionegro, Alfonso Uribe Jaramillo, spendete ihm am 9. September desselben Jahres die Bischofsweihe; Mitkonsekratoren waren Óscar Ángel Bernal, Bischof von Girardota, und Livio Reginaldo Fischione OFMCap, emeritierter Apostolischer Vikar von Riohacha. Als Wahlspruch wählte er Omnibus Omnia Factus.
Am 10. Juni 1995 wurde er zum Bischof von Santa Rosa de Osos ernannt. Am 13. November 2010 ernannte ihn Papst Benedikt XVI. zum Erzbischof von Barranquilla. Die Amtseinführung fand am 11. Dezember desselben Jahres statt.
Am 14. November 2017 nahm Papst Franziskus seinen altersbedingten Rücktritt an.